# تشيبا (طعام)
الجِيبة أو الجيبا أو (تشيبا) هي لفائف صغيرة مخبوزة بنكهة الجبن، وهي وجبة خفيفة وفطور شعبي في الباراغواي وشمال الأرجنتين. وصفة الجيبة موجودة من القرن التاسع عشر وتعود جذورها إلى الشعب الغواراني أحد الشعوب الأصلية في أمريكا الجنوبية. وهو طبق غير مكلف ويباع عادةً على قوارع الطرق وكذلك في الحافلات بواسطة بائعين يحملون سلال كبيرة مع لفائف الجيبة الدافئة والملفوفة بقطعة قماش.

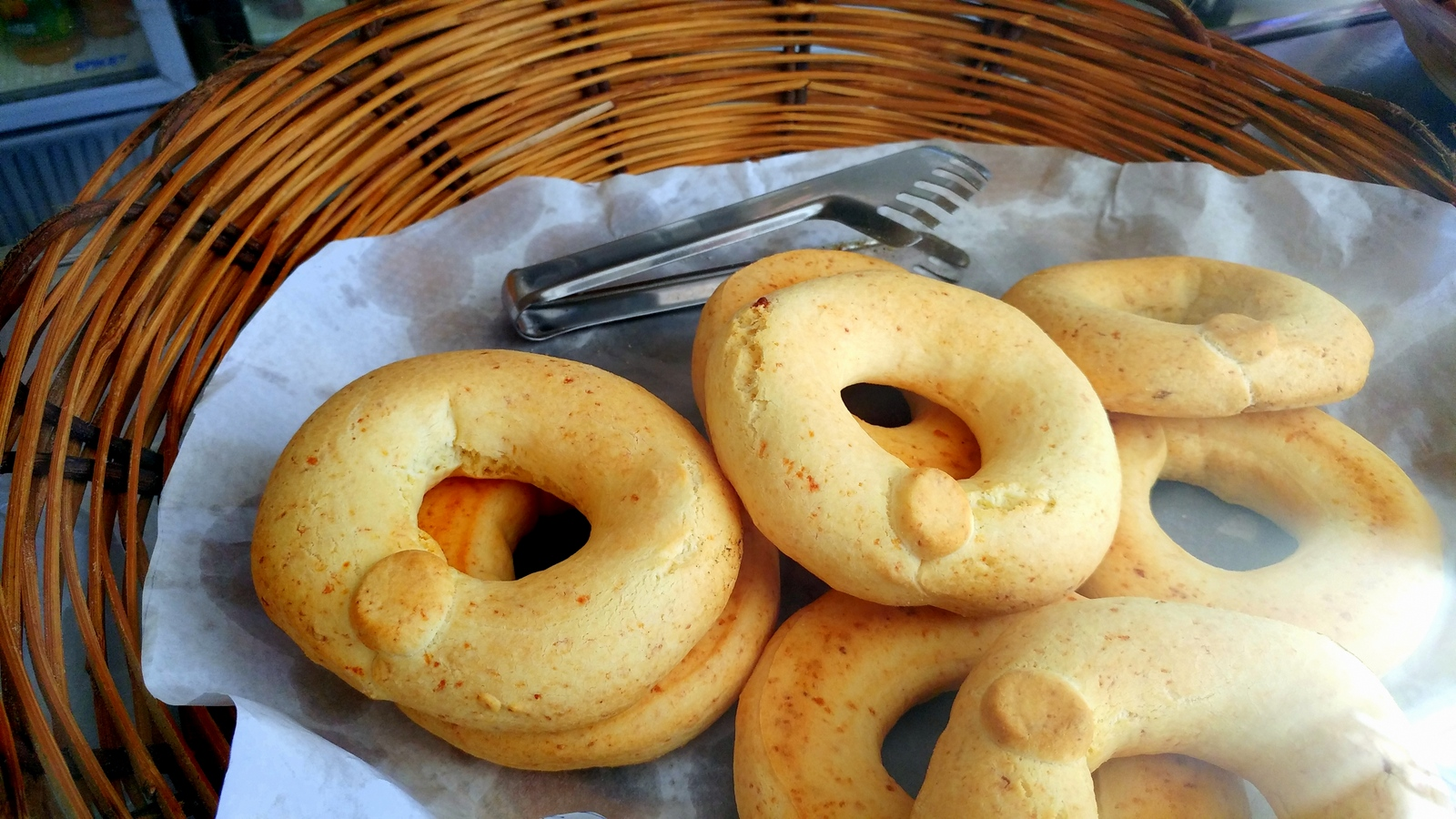
شكل حلقي من الجيبة

## التاريخ
تُعد الجيبة في منطقة الغواراني والمتمثلة اليوم بدول (الباراغواي، وشمال شرق الأرجنتين، جنوب شرق بوليفيا، وجنوب غرب البرازيل) منذ أن أستقر البشر فيها. كان الشعب الغواراني في البداية تعد الجيبة بنشا نبات البفرة والماء، وبعد وصول المستعمرين والمبشرين اليسوعيين ومع إدخال الماشية والدجاج والمنتجات الأخرى المستمدة منها كالجبن والبيض بدأت وصفة الجيبة تتطور تدريجياً لتصبح وصفة تستخدم على نطاق واسع في أوائل القرن الحادي والعشرين.

## الباراغواي وشمال شرق الأرجنتين
غالبا ما تخبز الجيبة في منطقة غواراني بشكل فطائر كروية صغيرة تسمى «تشيبايي» (chipa'í) أو «تشيباسيتوس» (chipacitos). تباع في أكياس صغيرة من قبل باعة الشوارع في المدن الكبيرة والبلدات الصغيرة. لا يتم استخدام الخميرة في إعداد الجيبة، لذلك على الرغم من ارتفاع درجات الحرارة في المنطقة يمكن الحفاظ عليها لعدة أيام. وهو طعام احتفالي ويمكن العثور عليه في كل احتفال ديني شعبي.
من الجيبة أنواع أخرى في الباراغواي وهي قد تكون مطبوخة على عصا أو محشوة باللحم المفروم، ومنها نوع أخر يعد بمزيج من نشاء الذرة والفول السوداني.